# Gros Ventre

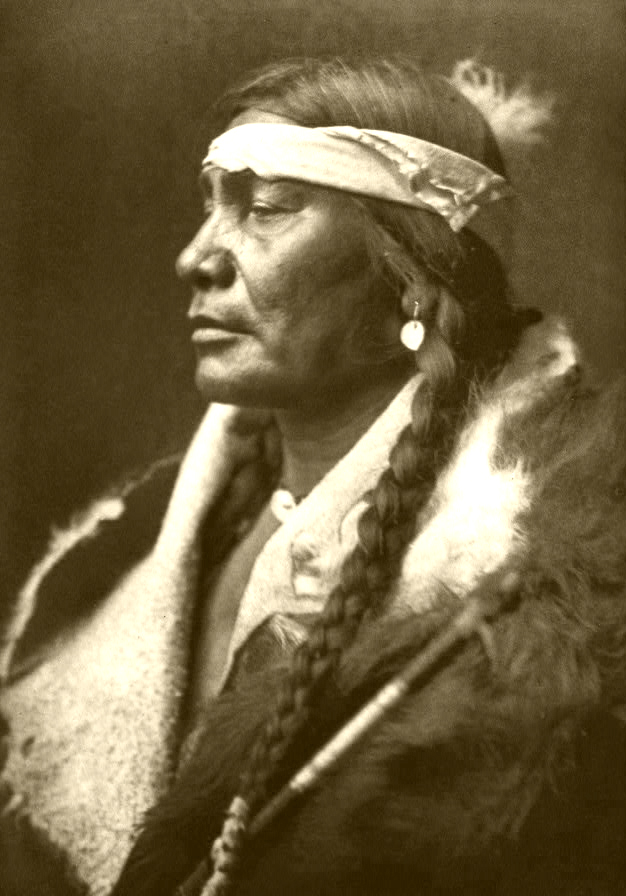

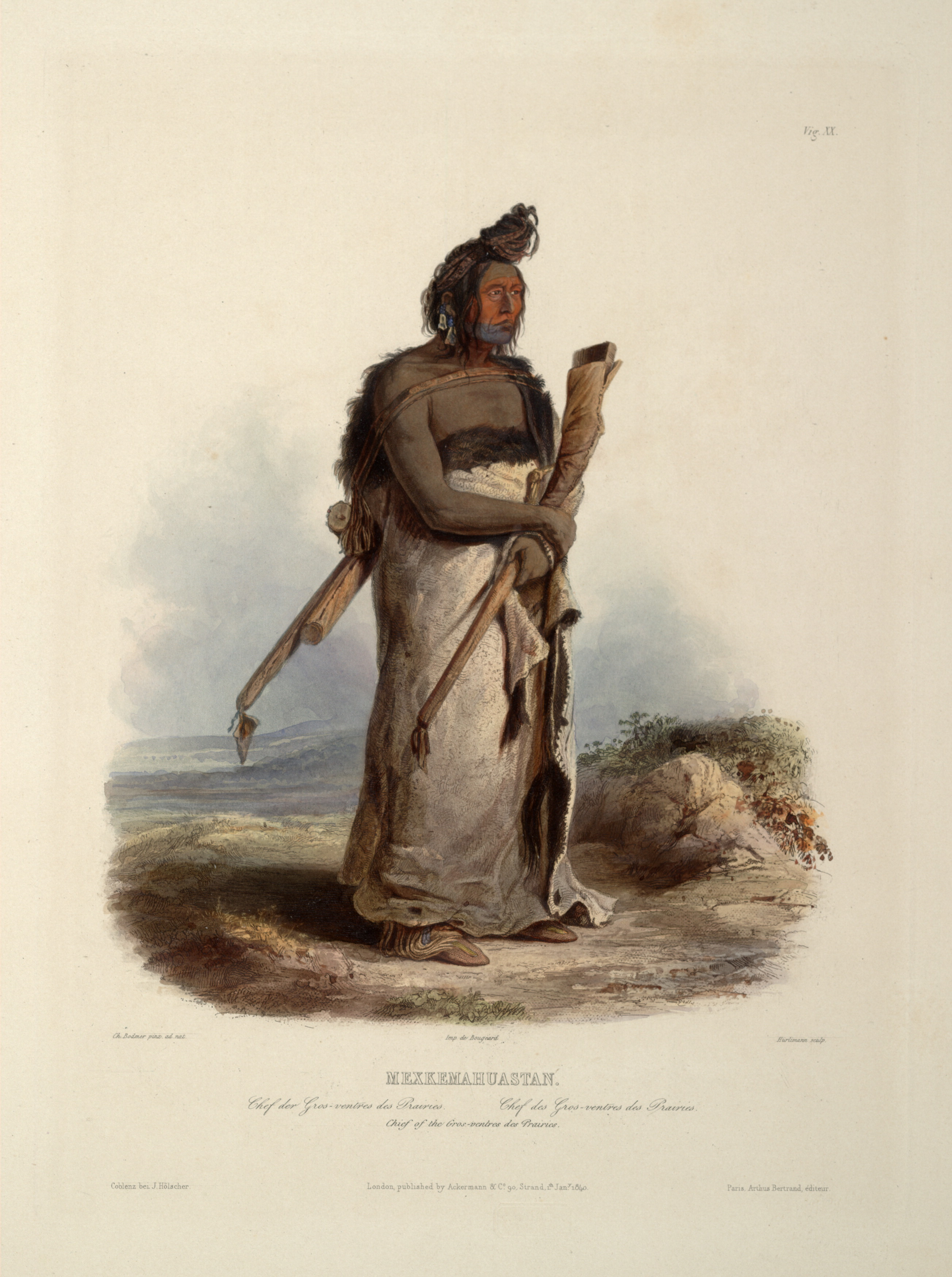
Mexkemahuastan, wódz Gros Ventre Wielkich Równin

Gros Ventre, nazwa w języku francuskim (ang. Big Belly, pol. „duży brzuch”) przypisywana dwom, a czasami trzem grupom Indian wywodzących się z plemion Ameryki Północnej:
1. Gros Ventre Wielkich Równin, inaczej zwani Atsina, wywodzili się z plemienia Arapahów. Zdaniem niektórych historyków nazwa wzięła się stąd, że zamieszkiwali nad Big Belly River, dzisiaj znaną jako Południowa Saskatchewan. Według innych nazwa wzięła się z głaskania się po brzuchu w odpowiedzi na pytanie o znaczenie nazwy plemienia. W roku 1836 ospa zdziesiątkowała plemię, w wyniku czego pozostała niewielka grupa. Nieustannie atakowani przez Siuksów, oddali się pod opiekę Czarnych Stóp i zostali przez nich wchłonięci.
2. Gros Ventre znad rzeki Missouri wywodzili się z siouańskiej rodziny językowej i nazywali sami siebie Hidatsa. Zamieszkiwali w widłach rzek Missouri i Knife w Dakocie Północnej. Według pewnych opinii to od nich właśnie (i sąsiednich Mandanów) pochodzą wspaniałe pióropusze z piór orlich. Właśnie nad rzekę Knife – gdy żyła wśród nich Sacagawea, słynna „Kobieta Ptak” – dotarła ekspedycja Lewisa i Clarka.

Uważa się, że wywodzili się leśnych plemion ze wschodu Stanów Zjednoczonych, gdyż ich domostwami były ziemianki (lub lepianki) charakterystycznego kształtu.
Kiedyś Gros Ventre znad Missouri i plemię Wron stanowili jedność, ale – według legendy – dwaj wodzowie pokłócili się o pierwszy żołądek upolowanego bizona i nastąpił podział. Dlatego Wrony również określa się czasem mianem (3) Gros Ventre.
Od ich nazwy wzięło swe miano pasmo górskie w stanie Wyoming.